# سريكانث
سريكانث هو ممثل هندي، ولد في 28 فبراير 1979 بتشيناي في الهند.

## وصلات خارجية
- سريكانث على موقع IMDb (الإنجليزية)
- سريكانث على موقع قاعدة بيانات الفيلم (الإنجليزية)